# الباريسي
الباريسي هي رواية للكاتبة الفلسطينية إيزابيلا حماد. صدرت الرواية لأول مرة عام 2018 عن دار التنوير للنشر والتوزيع باللغة الإنجليزية، وترجمها المترجم السوري حارث النبهان للعربية. تستعرض الرواية مرحلة حاسمة من التاريخ الفلسطيني عبر قصة شاب فلسطيني يخوض تجربة الحب والدراسة، بدءًا من دراسته في فرنسا خلال الحرب العالمية الأولى، ثم عودته إلى فلسطين عند استقلالها عن الانتداب البريطاني.

## زمن ومكان الرواية
تدور أحداث الرواية خلال فترة الحرب العالمية الأولى وما بعدها، متناولة التحولات السياسية في فلسطين والمنطقة. تتنقل أحداث القصة بين نابلس، مونبلييه، وباريس.

## حول الرواية
تدور أحداث الرواية حول مدحت الشاب الفلسطيني من نابلس، يسافر إلى فرنسا عام 1914 لدراسة الطب، وهناك يقع في حب جانيت ابنة أستاذه، ولكنه يكتشف لاحقاً أن أستاذه لم يكن ينظر إليه كباقي الطلاب بل كان بالنسبة لأستاذه مجرد موضوع لدراسة أنثروبولوجية عن العقل العربي وأنه يمثل العقلية العربية البدائية، عندها يشعر بالإهانة ويترك دراسة الطب متوجهاً إلى باريس، حيث يعيش حياة جديدة بين النساء والحرية.، وعند عودته إلى نابلس يجد نفسه ممزقًا بين تقاليد عائلته والاضطرابات السياسية التي أعقبت وعد بلفور. تعكس الرواية صراع الهوية الذي يعيشه مدحت بين انتمائه للغرب وحقيقته كفلسطيني، كما تسلط الضوء على التحولات التاريخية التي غيّرت مصير المنطقة. في النهاية، تحمل الرواية تجمع بين السياسة، الحب، والبحث عن الذات، وتجسد الشعور بالغربة حتى داخل الوطن. مدحت بشخصيته الحالمة والهشة، يعكس مأزق فلسطين نفسها، العالقة بين هويات متضاربة ومستقبل غامض.